# Teenagers from Outer Space
Teenagers from Outer Space è un film del 1959 prodotto, scritto e diretto da Tom Graeff ed interpretato da David Love, Dawn Bender, Bryan Grant, Harvey B. Dunn, Tom Graeff e King Moody. Venne distribuito nelle sale cinematografiche dalla Warner Bros. in doppia programmazione con Gigantis the Fire Monster.
Nel 1987 il film divenne di pubblico dominio negli Stati Uniti perché la Warner Bros. non rinnovò la registrazione del copyright nel 28° anno dalla pubblicazione.

## Trama
In cerca di un pianeta adatto all'allevamento dei Gargon, mostri simili ad aragoste che costituiscono una riserva alimentare sul loro pianeta natale, un gruppo di alieni giunge sulla Terra. Thor, uno di essi, vaporizza un cane di nome Sparky con una pistola a raggi. Un altro alieno, Derek, scopre un'iscrizione sulla piastrina di Sparky e conclude che la Terra è abitata da esseri intelligenti e che quindi dovrebbero cercare un altro pianeta per l'allevamento dei Gargon, poiché i Gargon, una volta adulti, rappresenterebbero una grave minaccia per i terrestri. Gli altri alieni, che si considerano una razza superiore e si vantano che famiglie e amicizie siano proibite sul loro pianeta, non vedono alcuna necessità di risparmiare la Terra. Derek si ribella alla loro decisione, punta loro contro una pistola a raggi e rivela loro di aver appreso da un antico libro che secoli prima sul loro pianeta esistevano le famiglie, la gioia e l'amore.
Il Capitano del disco volante e Thor disarmano Derek e dopo averlo fatto prigioniero, progettano di processarlo e giustiziarlo. Il Gargon che hanno portato con sé sembra non adattarsi all'atmosfera terrestre, il che indica che il pianeta è inutilizzabile per gli scopi degli alieni. Mentre i membri del suo equipaggio sono distratti, Derek riesce a fuggire. Quando il Capitano fa il suo rapporto, viene informato che Derek è il figlio del loro Leader, sebbene il ragazzo sia all'oscuro della cosa. Thor viene inviato a dare la caccia a Derek, con l'ordine di riportarlo indietro o, in caso di necessità, di ucciderlo. Il resto degli alieni torna al loro pianeta, lasciando il Gargon, che nel frattempo si è adattato all'atmosfera, in una grotta vicina.
Derek si reca all'indirizzo riportato sulla piastrina del cane e qui fa conoscenza con Betty Morgan e suo nonno. Credendo che si tratti di un giovane interessato ad una stanza in affitto, i due lo accolgono in casa con affetto e Derek accetta di diventare loro ospite. Quando l'amico di Betty, il giornalista Joe Rogers, non può partecipare alla loro nuotata pomeridiana a casa di Alice Woodward, Derek si unisce a Betty. Successivamente Derek mostra a Betty la piastrina di Sparky e dopo la conduce nel luogo in cui è atterrata la navicella spaziale. Le mostra i resti di Sparky e le descrive l'arma di Thor, che può vaporizzare anche gli umani. Betty giura di aiutare Derek a fermare il suo compagno di equipaggio.
Betty e Derek si scontrano diverse volte con Thor, il quale vaporizza diversi umani (tra cui Alice Woodward e il Professor Simpson) per impedire loro di dare l'allarme. Joe segue le storie di scheletri che spuntano in tutta la città. Durante una sparatoria con la polizia Thor rimane ferito e rapisce Derek e Betty per farsi curare. Betty lo conduce dal dottor Brandt e lì Thor rivela a Derek di essere il figlio del loro Leader. Approfittando di un momento di incoscienza di Thor, i tre fuggono e avvisano la polizia, ma prima che i poliziotti giungano sul luogo per arrestarlo Thor viene rimesso in sesto dall'infermiera del dottore. Thor prende la donna in ostaggio e si fa condurre da lei sul sito di atterraggio degli alieni. Qui Thor sorprende Joe intento ad indagare nella grotta insieme ad un poliziotto e tra i due avviene un inseguimento in auto. L'auto guidata da Thor precipita però da un dirupo e l'alieno viene così catturato dalle autorità terrestri.
Nel frattempo il Gargon è cresciuto a dismisura dopo aver eliminato il poliziotto che indagava nella grotta e inizia ad aggirarsi per i dintorni attaccando numerose persone. Convinti che la pistola laser di Thor possa rivelarsi un'arma efficace contro la creatura, Derek e Betty si recano sul luogo dell'incidente e si mettono a cercare l'arma. Qui Derek rivela alla ragazza di provenire da un altro pianeta e le promette di non lasciare mai la Terra. Improvvisamente appare il Gargon; Derek trova la pistola laser sotto una roccia ma è danneggiata e non può sparare così i due sono costretti a fuggire. Successivamente, il Gargon si dirige verso la città. Derek e Betty lo seguono e lo affrontano, usando l'elettricità proveniente dalle linee elettriche aeree per alimentare i componenti della pistola laser ed uccidere il Gargon. Nel frattempo la flotta aliena d'invasione appare nell'orbita terrestre.
Minacciandolo con la pistola laser, Derek costringe Joe a condurlo all'ospedale dove è tenuto sotto sorveglianza Thor per liberarlo. Poi Derek costringe Joe a portarlo al luogo dell'atterraggio degli alieni. Sconvolta dal comportamento di Derek, Betty si precipita insieme al nonno nello stesso luogo. Al luogo dell'atterraggio Derek si riunisce con il Capitano ed incontra suo padre per la prima volta. Derek finge di provare rimorso per la sua insubordinazione e si offre di guidare le astronavi all'atterraggio. Derek sale quindi a bordo del disco volante, chiude il portello lasciando gli altri alieni fuori e guida la flotta d'invasione a tutta velocità direttamente verso la sua posizione a terra. Il giovane sacrifica così la propria vita distruggendo al tempo stesso tutti gli altri alieni.

## Produzione
Teenagers from Outer Space è stato girato a Hollywood e dintorni nell'autunno del 1956 e nell'inverno del 1957. Sono una serie di punti di riferimento rivelatori come il Bronson Canyon a Griffith Park e la Hollywood High School, a rivelare la location altrimenti generica del film. Un aspetto notevole del film è che esso è stato in gran parte l'opera di una sola persona, Tom Graeff che, oltre a svolgere il ruolo del giornalista Joe Rogers, ha scritto, diretto, montato e prodotto il film, per il quale ha anche curato la fotografia, gli effetti speciali e il coordinamento musicale. I produttori Bryan e Ursula Pearson e Gene Sterling hanno fornito il budget del film di 14.000 dollari, che era meno di un misero budget anche per gli standard dell'epoca.

## Distribuzione
Nel giugno del 1958 Bryan Pearson, che aveva investito 5.000 dollari nella produzione del film insieme alla moglie Ursula, ha portato Graeff in tribunale per ottenere il rimborso dell'investimento originale ed una percentuale di tutti i profitti. I Pearsons avevano appreso che Graeff avrebbe venduto il film (inizialmente intitolato The Boy From Out of This World), cosa non sarebbe poi accaduta fino all'inizio del 1959. La controversia legale durò per un anno. Pearson ha riavuto indietro il suo investimento di 5.000 dollari, ma il giudice stabilì che non c'era alcun profitto da condividere. Tom e i Pearsons, che erano stati buoni amici durante la produzione del film, ruppero i rapporti di amicizia e non si parlarono mai più.
Il film non ebbe successo al botteghino, mettendo ulteriormente sotto pressione un già abbastanza gravato Graeff che nell'autunno del 1959 perse la ragione arrivando ad affermare di essere Cristo tornato sulla Terra. Dopo una serie di apparizioni pubbliche, seguite da un successivo arresto per aver interrotto una funzione religiosa, Graeff scomparve da Hollywood fino al 1964. Successivamente commise suicidio nel 1970.
Il film divenne un classico di culto tra gli appassionati di fantascienza e fu in seguito trasmesso su Mystery Science Theater 3000, Elvira's Movie Macabre, Off Beat Cinema e Svengoolie. Fu anche incluso come contenuto extra nel videogioco Destroy All Humans!; divenendo pronto per essere giocato per intero una volta che il giocatore completa il gioco.